# タガイ
タガイ（田貝、Sinanodonta japonica）は、淡水に棲むイシガイ科の二枚貝。

## 解説
日本のほか東アジア一帯に分布する。川や沼の底の泥中に生息する。近縁種のヌマガイとともにドブガイと呼ばれることがある。
殻長は通常10cm以内。殻の色は黒色で、色帯がある個体もいる。殻は薄くて、乾燥させると自然にひび割れることが多い。タガイに限らず、ヌマガイ、フネドブガイ、マルドブガイなどにおいても、擬主歯がまったくないことが特徴である。ヌマガイと形態的に非常に類似しているが、繁殖期やグロキディウム幼生の形態が異なる。また、ヌマガイは殻長が最大20cm以上になる。
一年中繁殖を行う。グロキディウム幼生は、ヨシノボリなどに寄生する。